# Madiza glabra
Madiza glabra är en tvåvingeart som beskrevs av Fallen 1820. Madiza glabra ingår i släktet Madiza och familjen sprickflugor. Arten är reproducerande i Sverige. Inga underarter finns listade i Catalogue of Life.